# Golondakri
Golondakri (ou Golong-Dakri) est une localité de l'Extrême-Nord du Cameroun, située à proximité de la frontière avec le Tchad. Elle dépend de l'arrondissement de Touloum et du département de Mayo-Kani. 

## Géographie

### Localisation
Golondakri se situe entre la commune même de Touloum (se situant à environ 8 km en voiture) et la commune de Tchatibali. 

## Population
En 1969, le village comptait 943 habitants, principalement des Toupouri. À cette date il était doté d'une école catholique à cycle complet.
Lors du recensement de 2005 la population s'élevait à 2 574 personnes dont 1 245 hommes et 1 329 femmes.

## Infrastructures
En 2018 Golong-Dakri dispose d'un collège public général (CES).